# Odontophorus columbianus
La perdiz  montañera o corcovado venezolano (Odontophorus columbianus) es una especie de ave de la familia Odontophoridae, que se encuentra en Venezuela, en la Cordillera de la Costa, desde Carabobo hasta Miranda y en el Táchira y posiblemente en el Norte de Santander en Colombia.

## Hábitat
Vive en el bosque húmedo de los Andes venezolanos, entre los 800 y 2.400 m de altitud, en zonas con alta frecuencia de monocotiledóneas, pero baja frecuencia de palmas.

## Descripción
Mide entre 25 y 28 cm de longitud y pesa en promedio 315 g. La corona y la nuca son de color castaño rojizo oscuro, las mejillas y el área subocular negruzcas, la frente pálida y la ceja con tenues puntos blancos; el resto de las partes superiores son de color castaño con rayas y puntos negros, ante y blancos; la garganta es blanca con puntos negros y bordeada por debajo por una medialuna negra; el resto de las partes inferiores, en el macho, son de color castaño rojizo rufescente con algunos puntos blancos notorios, en la hembra son grises.